# 帕普·戈麦斯
亚历杭德罗·达里奥·戈麦斯（西班牙語：Alejandro Darío Gómez，發音：[aleˈxandɾo ðaˈɾi.o ˈɣomes]；1988年2月15日—），通称帕普·戈麦斯（西班牙語：Papu Gómez），出生于阿根廷联邦首都区，是一名阿根廷职业足球运动员，场上司职中场，現効力意甲球隊蒙扎。

## 生平

### 职业生涯

#### 早期
戈麦斯的职业生涯开始于阿根廷球队萨兰迪阿森纳。他在2003年加入该队的青年队，2005年被正式召入一线队，但等到2006年才成为球队的主力。2009年，另一支阿甲球队圣洛伦索以200万美元的转会费签下了戈麦斯。2010年夏天，他以300万美元的转会费正式加盟意甲球队卡塔尼亚。2013年8月2日，他加入了乌超球队哈尔科夫冶金。

#### 亚特兰大
2014年9月2日，意甲球队亚特兰大官方宣布从哈尔科夫冶金签下戈麦斯，他和隨後到來的加斯佩里尼將亞特蘭大從一支義甲中游隊伍帶到了歐冠區，并在2019-20赛季闯进了歐冠八強，然而，在2020-21賽季，加斯佩里尼打算讓戈麥斯改任右邊鋒，兩人爆發了嚴重的衝突，隨後俱樂部決定支持教練並開始尋找賣家。

#### 塞维利亚
2021年1月26日，塞维利亚官方宣布，球队签下了亚特兰大隊長戈麦斯，转会费为550万欧元加浮动条款，双方签约至2024年，他将身披24号球衣。

### 国家队生涯
戈麦斯出生于阿根廷，于2016年加入意大利国籍，不过仍然代表阿根廷国家足球队参加国际比赛。
2021年美洲國家盃，戈麦斯所屬的阿根廷在與其他南美洲9隊比賽中脫穎而出並在決賽擊敗巴西奪得冠軍。

## 荣誉

### 俱乐部

#### 萨兰迪阿森纳
- 南美杯冠军：2007
- 日本联赛杯 / 南美俱乐部杯锦标赛冠军：2008

### 国家队
- U-20世界杯冠军：2007
- 南美超級經典盃冠军：2008
- 美洲國家盃冠軍：2021年
- 國際足協世界盃冠軍：2022年

### 个人
- 意甲助攻王：2018-2019、2019-2020
- 意甲月度最佳球员：2020年6月、2020年9月
- 意甲最佳中场：2019-2020赛季
- 欧冠赛季最佳阵容：2019-2020赛季

## 外部連結
- Soccerway資料庫：帕普·戈麦斯